# Exu (orixá)

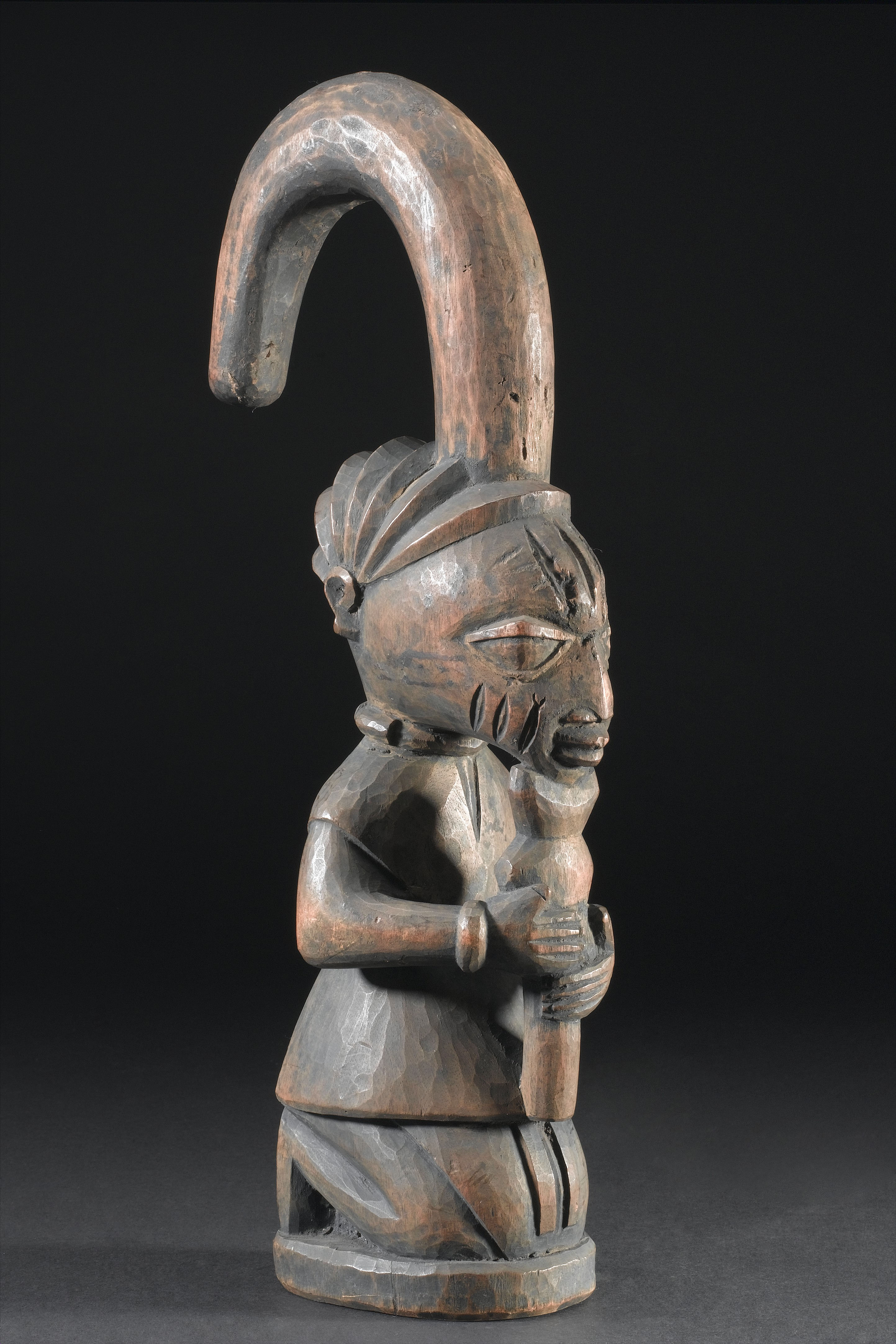
Esculpido em madeira, o orixá Exu se ajoelha e usa um grande cocar em uma pose que comum ser representado. É frequentemente visto como uma figura de malandragem e surpresa, representando a incerteza da adivinhação.

Exu (em iorubá: Èṣù) é o Orixá da comunicação e da linguagem: assim, atua como mensageiro entre os seres humanos e as divindades, dentre outras muitas atribuições. É cultuado no continente africano pelo povo iorubá, bem como em cultos afro-descendentes, como no candomblé baiano, no tambor de mina maranhense, dentre outros. Apesar do nome idêntico, não deve ser confundido com os exus da Umbanda (também chamados "exus catiços"), que possuem cosmologia diferente.
Orixá Exu recebe diversos nomes de acordo com a função que exerce ou com suas qualidades: Elebá, Legba ou Ẹlẹ́gbára, - pelo sincretismo com este vodum dos fons -, mais Exu Bará ou Ibará, Alaqueto, Abô, Odará, Aquessã, Lalu, Ijelu (aquele que rege o nascimento e o crescimento de tudo o que existe), Ibarabô, Iangi, Baraqueto (guardião das porteiras), Lonã (guardião dos caminhos), Iná (reverenciado na cerimônia do padê).

## Brasil
No Brasil, Exu é percebido como um orixá de múltiplos e contraditórios aspectos, o que torna difícil defini-lo de maneira coerente. No candomblé, Exu é o orixá mensageiro, um ser intermediário entre seres humanos e divindades: por essa razão, nada se faz sem ele e sem que oferendas lhe sejam feitas antes de qualquer outro orixá.
No Brasil, Exu é muito conhecido como o "orixá do lado de fora", como guardião da parte exterior dos templos, das casas, das cidades e das pessoas. Também está intimamente ligado aos caminhos e, especialmente, às encruzilhadas.
Exu também está ligado à sexualidade e fertilidade masculinas. O caráter sexual de Exu é menos pronunciado do que o de Lebá (vodum daomeano com características e atribuições semelhantes), mas suas estatuetas mais antigas apresentam caráter fálico muito acentuado.
Na nação angola, Exu recebe o nome de Aluvaiá ou Pambu Njila. No candomblé jeje é chamado Lebá.

### Arquétipo
A ambivalência é a marca registrada da personalidade de Exu no Brasil. É visto como o mais humano dos orixás: nem completamente mau, nem completamente bom. Possui caráter irascível, astucioso, grosseiro, vaidoso, indecente e que gosta de suscitar dissensões e disputas quando não devidamente propiciado.
Os filhos de Exu são pessoas que possuem personalidade e caráter ambíguos, não obedecendo aos conceitos que a sociedade aceita como normais. São vistos como matreiros, brincalhões, moleques, animados, espertos e de pensamento ágil. Às vezes tornam-se insolentes e desrespeitosos, porque não ligam para as convenções sociais.

### Generalidades
O culto de Exu no Brasil apresenta as seguintes características gerais:
- Dia da semana: segunda-feira.
- Elementos: fogo ou terra;
- Símbolo: ogó (bastão de madeira em formato fálico);[2]
- Cores: vermelho e preto;
- Bichos: cabritos, galos, preás, igbin;
- Saudação: Laroiê!

## África
Na África, como no Brasil, Exu exerce as funções de mensageiro e intermediário entre os seres humanos e as divindades; associado, assim, com as encruzilhadas. Também entende-se Exu como o orixá da ordem, do equilíbrio, da organização e da disciplina, possuindo forte relação com orixá Orunmilá. Teria ainda recebido de Olodumarê a função de guardião do axé.
No continente africano, Exu não é compreendido nem cultuado como um orixá maligno, e sim "neutro como o próprio axé".

## Outros países

### Cuba
Em Cuba, é chamado de Elebará, Eleguá. É uma das deidades da religião ioruba. Na santería, é sincretizado com o Santo Niño de Atocha ou com Santo Antônio de Pádua. É o porteiro de todos os caminhos, da montanha e da savana, é o primeiro dos quatro guerreiros junto a Ogum, Oxum e Oxóssi.
Tem 201 caminhos, suas cores são o vermelho e o preto e seus números são 3 e 7. É o comunicador e Ifá lhe deu quatro búzios para falar com ele. Ele está presente no início da vida e também na hora da morte.

### Haiti
No vodu haitiano, é chamado de Papa Lebá e Petro, Maitre Carrefour ("dono da encruzilhada"). É o intermediário entre os loás e a humanidade. Está em uma encruzilhada espiritual e dá (ou nega) permissão para falar com os espíritos de Guinee, e acredita-se que fale todos os idiomas humanos. Ele é sempre o primeiro e o último espírito invocado em qualquer cerimônia.
Na República Dominicana, é cultuado como vodum Lebá, e, em Trindade e Tobago, como Exu.

## Epítetos

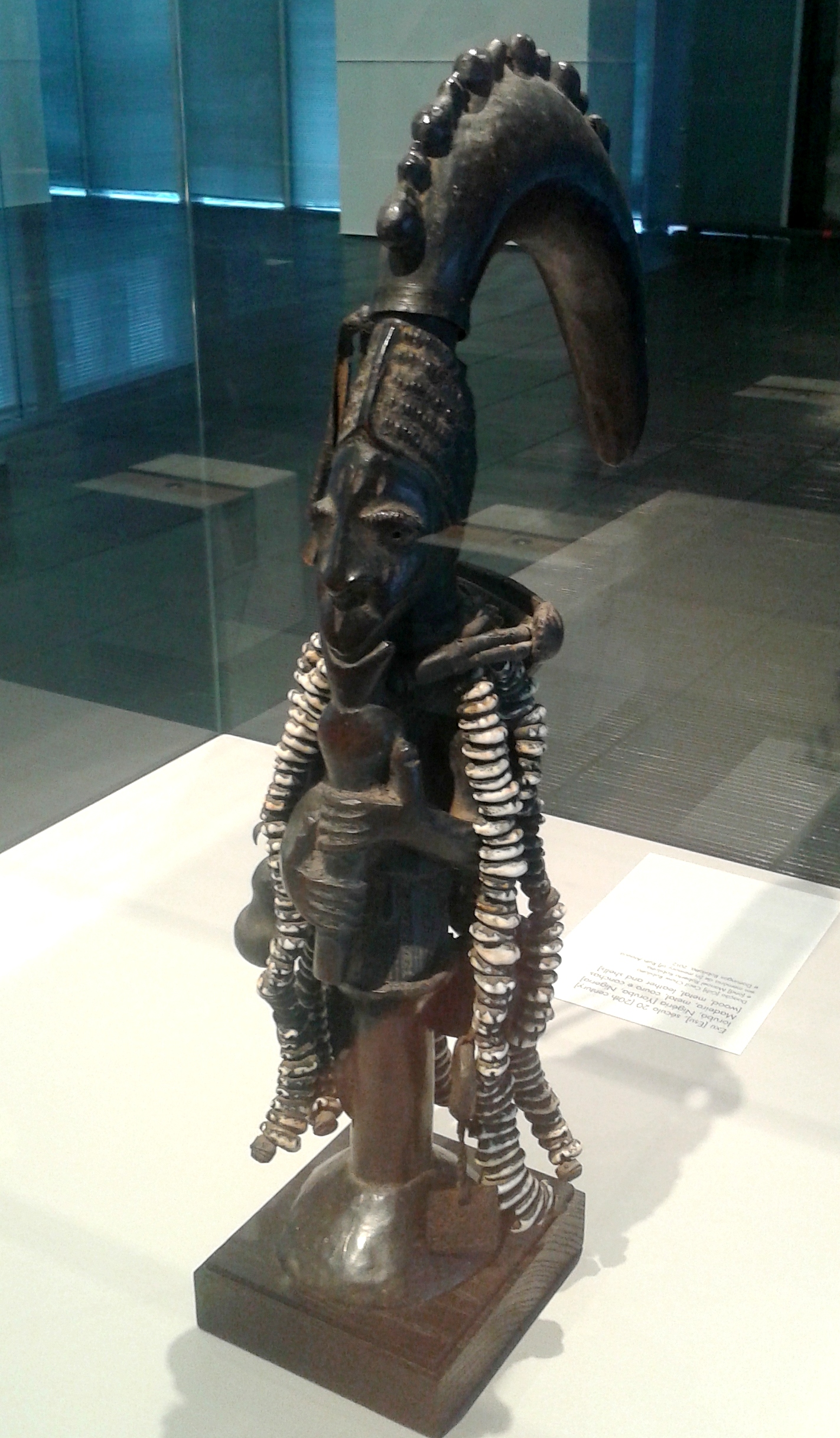
Representação africana do orixá Exu no Museu de Arte de São Paulo

Exu recebe diversos nomes, de acordo com a função que exerce ou com suas qualidades: Elebá ou Elebará, Bará ou Ibará, Alaqueto, Abô, Odará, Aquessã, Lalu, Ijelu (aquele que rege o nascimento e o crescimento de tudo o que existe), Ibarabô, Iangi, Baraqueto (guardião das porteiras), Lonã (guardião dos caminhos), Iná (reverenciado na cerimônia do padê).

### Olojá, o senhor do mercado
Nas comunidades   tradicionais   de   matrizes   africanas é   possível   ouvir,   com   muita regularidade, que “tudo no candomblé, como no mundo, é uma troca, circulação”. A figura   do   mercado,   ao menos   para   as   culturas   iorubás,   tem   um   lugar   bem interessante  para  pensar  essa  questão.  É  no  mercado,  o Ọjà ou,  possivelmente denominado,  mercado-ojá,  onde  circulamos  o  que  temos/produzimos, para  receber outras coisas em troca, já que o trabalho para produzir qualquer coisa, não pode ser restituído,  mas  compensado  com  aquilo  que  eu  não  tenho, onde  o  que produzi adquire valor para troca.
Olojá, título  dado em muitos  candomblés ao Exu senhor  do  mercado,  é a divindade responsável pela circulação desses elementos, que além de compensar um trabalho pelo outro, pode também fazer com que esse movimento de compensação crie  laços de  sociabilidade.  E  é  aí  que  o  mercado iorubá  se  distingue  do  mercado capitalista:  enquanto  este  é  um  lugar  de  acumulação  que, muitas  vezes, passa  pela expropriação   e   exploração, os   primeiros   são   responsáveis   por   criar   laços   de responsabilidade  pelo  trabalho  das  outras  pessoas  que  produziram, produzem e produzirão aquilo do que eu  preciso, mas não sou capaz de produzir em determinado momento.

## Demonização de Exu
Desde a época das primeiras traduções inglesas de palavras iorubá em meados do século XIX, Èṣù foi traduzido como "diabo" ou "satã". O primeiro exemplo conhecido disso veio do "Vocabulary of the Yoruba" de Samuel Ajayi Crowther (1842), onde suas entradas para "Satanás" e "Diabo" tinham Exu em inglês. Dicionários subsequentes ao longo dos anos seguiram o exemplo, permeando a cultura popular e as sociedades iorubá também. Ultimamente, muitas campanhas online foram criadas para protestar contra isso, e muitos ativistas trabalharam para corrigi-lo. Também houve um grande número de trabalhos acadêmicos examinando o erro de tradução. A tradução no Google Tradutor assumiu os mesmos erros de tradução anteriores. Isso levou a uma série de campanhas on-line até 2016, quando o linguista e escritor nigeriano Kola Tubosun, então funcionário do Google, mudou pela primeira vez para conotações menos depreciativas. Quando as alterações foram revertidas, ele as alterou novamente em 2019. A tradução de Èṣù para o inglês agora permanece "Èṣù", enquanto "diabo" e "satan" são traduzidos para "bìlísì" e "sàtánì", respectivamente.
"Sobre Exu, além de suas atribuições mais conhecidas, embrenhamo-nos em uma de suas mais complexas e poderosas qualidades – como O Guardião do Axé – que, recebendo a réplica desta força neutra de Olodumarê (Fálàdé, 1998, p. 494), coloca-a à disposição de todos, seja para os homens ou para os orixás, confirmando que Exu de mal ...., nada tem ..., mas ao contrário, apenas age com justiça. Suas ações para com os seres humanos são altamente benéficas, auxiliadoras e produtivas para aqueles que fazem uso adequado de seu livre-arbítrio e que, com retidão, se portam de maneira condigna para com os princípios e padrões morais e religiosos, seja em relação a si mesmo, seja em relação ao meio ambiente em que vive.
Recordando uma frase citada: "(...) Isto acontece por que algumas pessoas erroneamente possuem a convicção que Eṣu é o opositor Satanás (Fálàdé, 1998, p. 493)" e que, além disso, o que faz com que os sacerdotes sejam bons ou maus não é o simples fato de administrar o Axé, e sim a forma que deliberadamente usam este Axé, podemos dizer que isto é uma questão humana de caráter, e nada tem a ver com o poder divino do Axé. O que podemos dizer de Exu, que recebeu e administra a cópia do próprio Àṣẹ de Olódùmarè? Exu é igualmente neutro como o próprio Axé, por isso é o guardião do Axé.
Como Odará recebe, como Elebará, faz acontecer, e como Ojixé (Òjíṣé). conduz o retorno. Tudo isso é "Exu – Olodumarê assim determinou." (Abimbola, 1975, p. 3) Será que ele é tão terrível e mau quanto querem dele fazer? Como ele pode ser tão temível se é tão neutro como o Axé? Quando narramos o Odù Iwori-Ofun (Bascom, 1969, pp. 310-311), vimos que simplesmente Exu cumpriu seus desígnios de forma imparcial.
As explanações aqui realizada efetivamente enalteceram Exu, porém, cabe tecer algumas considerações sobre a absurda questão, mesmo por sincretismo, de que o Exu seja o diabo das religiões cristãs e/ou o mal absoluto tratado pelas religiões ocidentais, que diferem totalmente dos conceitos da religião dos orixás (orixaísmo) (Barretti Fº, 2010), praticada na chamada Iorubalândia e nas descendentes da diáspora.
Que fique registrado que a religião dos orixás, praticada em qualquer parte do mundo, independentemente do nome regional adotado, respeita, mas não reconhece a Bíblia como uma de suas diretrizes sagradas, tampouco o Alcorão e a Torá. Para os orixaístas, trata-se apenas de livros religiosos, assim como tantos outros.
O orixaísmo oriundo da tradição oral, portanto ágrafa, apesar de já contar com muitos escritos, reconhece apenas a "oralidade" dos Itã-Odu, os Itã-Mimo- Oxá (Ìtán-Mimó Òòṣà; histórias sagradas dos orixás) como o único "livro ou fala sagrada" a serem adotadas e que também reconhece os ditames do corpo "literário" do oráculo de Ifá, os Odu Ifá, cujo governo pertence à divindade Orumilá, portador de imensa sabedoria e conhecido como Ibiqueji Olodumarê (Ibìkejì Olódùmarè; a segunda pessoa de Olodumarê).
Conceitos religiosos europeus e asiáticos não faziam parte das tradições iorubás antes das colonizações, nem das religiões dela descendentes na diáspora, tampouco antes dos senhores de escravos imporem aos africanos o catolicismo, entre outras religiões.

As formas deturpadas, aculturadas e sincréticas que impuseram e continuam a se impor à religião, nos dias de hoje, foram e ainda o são, os maus frutos decorrentes do processo da escravatura nas Américas e das colonizações europeias impostas a povos africanos. (Conferir em: "Os Clérigos Nativos Yorùbá.")
Conceitos cristãos como os de alma, céu, inferno e purgatório encontraram terreno fértil para se propagar nas já contaminadas tradições iorubás e de suas descendentes, seja por missionários, seja por agentes governamentais e seja por autores pertencentes a outras culturas e/ou crenças que registraram as tradições, os costumes e religião dos iorubás, escritos e interpretados pela ótica do colonizador e/ou opressor. E o pior, os registros decorrentes dessas interpretações (que até hoje continuam) criaram "falsas" tradições, que se tornaram "verdades literárias inquestionáveis" e vitimam a religião iorubá até hoje. (Conferir em: Dos Yorùbá ao Candomblé Kétu – Os Autores)
Um fato muito importante e que deveria ser totalmente condenável é que sempre que se estuda ou se faz pesquisa no campo das religiões comparadas, os parâmetros e os referenciais são sempre os do cristianismo, islamismo e outras religiões aplicados à religião tradicional dos iorubás. A recíproca, infelizmente, nunca é verdadeira, pois, se assim o fosse, teríamos inúmeras e novas variáveis a serem avaliadas, para o bem da religião tradicional iorubá e de suas descendentes." (Barretti Fº, 2010, pp. 132-133).